# Mliječnobijela mužica
Mliječnobijela mužica (mliječnobijela mužika, mliječnobijeli oklep; lat. Androsace lactea), zeljasta biljka iz porodice Primulaceae rasprostranjena po Europi, uključujući i Hrvatsku
To je trajnica koja naraste od 10 do 15. cm visine koja u divljini nastanjuje vapnenačke stijene od 3000 do 4500 stopa (900 do 1300 metara), česta na Alpama i Karpatima. Preferira pješčano, vapnenasto tlo i dobro raste u takvim uvjetima. U svibnju i lipnju cvate bijelim cvjetovima.

## Sinonimi
1. Androsace pauciflora Vill.
2. Primula lactea (L.) Lam.

## Slike
- A. lactea
- A. lactea
- A. lactea
- A. lactea

## Vanjske poveznice
|  | Zajednički poslužitelj ima još gradiva o temi Androsace lactea |
|  | Wikivrste imaju podatke o taksonu Androsace lactea             |